# Leeway
Leeway war eine US-amerikanische Thrash-Metal/Hardcore-Band aus New York.

## Geschichte
Gegründet wurde die Band im Dezember 1983 vom Gitarristen A.J. Novello und dem Sänger Eddie Sutton unter dem Namen The Unruled. Im September 1984 erfolgte die Umbenennung zu Leeway.
Sie spielten vor allem öffentlich im Musikclub CBGB in New York, einem Club, der Hardcore-Bands eine Bühne bot. Von Anfang an hoben sie sich von anderen Bands des Genres durch ihr Aussehen und ihre musikalischen Anleihen aus dem Metal und Hip-Hop ab. Durch persönliche Vernetzung mit Bands des New York Hardcore und gemeinsame Auftritte mit diesen wurden sie jedoch als Teil der Hardcore-Szene akzeptiert, zumal sich ab Mitte der 1980er-Jahre gerade New Yorker Hardcore-Bands wie Agnostic Front oder Warzone dem Metal öffneten. Noch bevor sie ihr erstes Album aufnahmen, eröffneten sie Konzerte für bekannte Bands wie Exodus, Nuclear Assault und Suicidal Tendencies.
1988 brachten Leeway das Album Born to Expire heraus und bewarben dieses 1989 durch eine Tour mit der Band Bad Brains. Bis 1995 veröffentlichte die Band drei weitere Alben und tourte ausgiebig durch Europa, wurde jedoch nie besonders bekannt oder erfolgreich. Im Jahr 1995, nach den Aufnahmen zu ihrem letzten Album Open Mouth Kiss, trennte sich die Band. Schlagzeuger Pokey Mo spielte bereits seit 1993 parallel bei Both Worlds und ging in den 2000er-Jahren zu Agnostic Front.
2006 kam es im Rahmen eines Konzerts mit den Bad Brains im CBGB zu einer kurzlebigen Leeway-Reunion in Originalbesetzung. 2008 erschien das Lied Enforcer von ihrem ersten Album Born to Expire im Rahmen des Videospiels Grand Theft Auto IV. Dort spielte es der fiktive Hardcore-Radiosender „L.C.H.C“. 2023 wurde ein Livealbum mit Aufnahmen aus dem Jahr 1987 veröffentlicht.
Ab 2018 trat Sänger Eddie Sutton regelmäßig unter dem Namen Leeway NYC auf und veröffentlichte 2019 eine Single. Mitglieder der Band waren neben Sutton der ehemalige Leeway-Gitarrist Gordon Ancis, der Gitarrist Dan Nastasi (Mucky Pup), Bassist David DeLong (Whiplash) und Schlagzeuger John Milnes (Mucky Pup).
Eddie Sutton verstarb am 19. Februar 2024 an einem jahrelangen Krebsleiden.

## Diskografie
- 1988: Born to Expire (Profile Records)
- 1991: Desperate Measures (Profile Records)
- 1994: Adult Crash (Bulletproof Records)
- 1995: Open Mouth Kiss (Bulletproof Records)
- 2023: Live at CBGB (Livealbum, Generation Records)